# Sympaestroides retifolia
Sympaestroides retifolia är en insektsart som först beskrevs av Wilhem de Haan 1846.  Sympaestroides retifolia ingår i släktet Sympaestroides och familjen vårtbitare. Inga underarter finns listade i Catalogue of Life.